# Ranfurly Falls
Die Ranfurly Falls sind ein unzugänglicher Wasserfall bislang nicht ermittelter Fallhöhe im Fiordland-Nationalpark auf der Südinsel Neuseelands. Westlich der Kepler Mountains in den Neuseeländischen Alpen liegt er im Überlauf des Lake Freeman, der unmittelbar hinter dem Wasserfall in den Freeman Burn übergeht.